# 恋愛写真
「恋愛写真」（れんあいしゃしん）は、大塚愛の13枚目のシングル。2006年10月25日にavex traxよりリリースされた。DVD付きも同時発売。

## 解説
- 初回限定盤のない作品である。
- 当初は楽曲の権利をイーライセンスに委託し、日本音楽著作権協会（JASRAC）には登録されなかった。
- CDのみとDVD付きでジャケットが異なる。
- 過去に大塚の元彼氏と一緒に撮った写真が題の由来である[要出典]。
- 2006年の第48回日本レコード大賞金賞を受賞した。
- 2006年12月31日放送の「第57回NHK紅白歌合戦」でこの歌を歌った。
- この曲を最後に東芝携帯電話でのタイアップを降板している。
- 大塚曰く、「私にとって最大のラブソング」とのこと[1]。

## 収録曲
（全作詞・作曲：愛／編曲：愛×Ikoman、#1&4弦編曲：弦一徹／#2&5弦編曲：岡村美央＆Ikoman）

### CD
1. 恋愛写真 (05:00)
全国東映系映画 2006年10月28日公開『ただ、君を愛してる』主題歌。 東芝W45T『リラックス篇』、W47T『マス画面篇』CMソング,「music.jp」CMソング。
映画の主題歌に起用されたのは自身が主演した『東京フレンズ The Movie』の主題歌「ユメクイ」より2作連続、また「ネコに風船」「ユメクイ」に続き3作品目。タイアップの映画のタイトルはもともとは「天国の森で君を思う」だったが、同映画の新城毅彦監督がこの曲を聴き、サビのフレーズである「ただ、君を愛してる」に変更した。
『ただ、君を愛してる』の主演を務めた玉木宏、宮崎あおいと大塚よるコラボレート企画として、「恋愛写真」のモデルカップルを募集し、そのカップルの写真を用いて世界でたった1枚のオリジナルCDを制作するという企画が行われた[2]。
これまで大塚は好きな人の写真を持ち歩くことはあっても部屋に飾ることはしたことがなかったというが、その部屋に飾った写真がとても愛に包まれた写真で、その写真をそのまま曲にしたいということがきっかけで制作された。好きな人と自身の世界観をそのまま込めたという[3]。静かなところほど歌入れは特別意識したという[4]。
15thシングル『PEACH/HEART』の3曲目に別バージョン「恋愛写真 -春-」が収録。
2. ハニカミジェーン (04:22)
不二家「LOOKチョコレート」CMソング。大塚曰く、「秋の陽気なお散歩気分をイメージした曲」であるということ[要出典]。
3. 羽ありたまご (Live version) [LOVE IS BORN] ～3rd anniversary 2006～ at Hibiya Yagai Ongaku-Do on 9th of september 2006 (05:27) 
2006年9月9日に行われた「【LOVE IS BORN】～3rd Anniversary 2006～」のライブ音源を収録。ライブ音源のため付属の歌詞カードには歌詞が掲載されていない。
4. 恋愛写真 (Instrumental) (04:58)
5. ハニカミジェーン (Instrumental) (04:20)

### DVD
1. 恋愛写真 (Music Clip)
大塚が恋人と過ごしているというストーリーとなっている。また、このビデオの一部に映画『ただ、君を愛してる』のシーンが組み込まれているヴァージョンも存在している。

## 収録アルバム
- 『LOVE PiECE』（#1）
- 『LOVE COOK』（#3）（通常音源）